# Лихачёв, Николай Викторович
Никола́й Ви́кторович Лихачёв (25 ноября [8 декабря] 1901, Москва — 26 января 1980, Москва) — советский учёный. Крупный учёный в области ветеринарной вирусологии, эпизоотологии и иммунологии.

## Биография
Родился 25 ноября (8 декабря) 1901 в Москве. В 1929 году окончил Московский зоотехнический институт, с 1931 года работал врачом-ординатором кафедры эпизоотологии Московского ветеринарного института.
В 1931 году переходит на работу во Всесоюзный государственный научно-контрольный институт ветеринарных препаратов, в котором проработает до конца жизни: сначала младшим научным сотрудником (1931—1934), после — старший научный сотрудник (1934—1936), заведующий отделом ультравирусов (1937—1940), зав. лабораторией биопрепаратов по ультравирусным инфекциям (1940—1979), научный консультант лаборатории контроля и стандартизации препаратов против оспенных и респираторных инфекций (1979—1980). Доктор ветеринарных наук (1948), профессор (1949), академик ВАСХНИЛ (1956).
Умер 26 января 1980 года. Похоронен на Ваганьковском кладбище (20 уч.).

## Научные достижения
- Разработчик методов получения вакцины против оспы овец, впоследствии положенного в основу изготовления ряда других биологических препаратов против вирусных и бактериальных болезней животных.
- Под его руководством и при непосредственном участии разработаны технологии изготовления и методы контроля сухой антирабической фенолвакцины, сухой авирулентной вирусвакцины против чумы свиней, сухой культуральной вирусвакцины против чумы свиней из штамма «К»; сухие живые культуральные вакцины против болезни Ауески, сухие эмбриональные вирусвакцины против ньюкаслской болезни, эмбриональная вакцина из голубиного вируса Нью-Джерси против оспы птиц.
- Разработал методы лабораторной диагностики вирусных болезней птиц и свиней.
- Опубликовал около 200 научных трудов, в том числе 5 книг и брошюр, из них 2 монографии.
- Имеет 10 авторских свидетельств на изобретения[2].

## Награды и премии
- заслуженный ветеринарный врач РСФСР (1950).
- Сталинская премия третьей степени (1946) — за изобретение и внедрение в практику ветеринарии новой вакцины против оспы овец
- орден Ленина (1971).
- два ордена Трудового Красного Знамени (1954, 1962)
- орден Красной Звезды (1945),
- орден «Знак Почёта» (1966),
- четыре медали
- пять медалей ВСХВ и ВДНХ[2].

## Научные труды и публикации
- Чума свиней / Соавт. В. Ф. Алексеев. — М.: Сельхозгиз, 1937. — 224 с.
- Биологические и химиотерапевтические ветеринарные препараты / Соавт.: С. Г. Колесов и др. — 3-е изд., перераб. и доп. — М., 1963. — 519 с.
- Диагностика инфекционных и протозойных болезней сельскохозяйственных животных: Альбом / Соавт.: С. Г. Колесов и др. — М.: Колос, 1968. — 194 с.
- Экспресс-диагностика вирусных и бактериальных инфекций люминесцентной микроскопией: (Рекомендации) / Соавт. М. А. Шесточенко. — М.: Россельхозиздат, 1969. — 44 с.
- Вирусные болезни лошадей / Соавт.: К. П. Юров и др. — М.: Колос, 1973. — 142 с[2][4].